# Marcus Bateman
Marcus Bateman (ur. 16 września 1982 w Paget) – brytyjski wioślarz.

## Osiągnięcia
- Mistrzostwa Świata – Eton 2006 – czwórka ze sternikiem – 5. miejsce[1].
- Mistrzostwa Świata – Monachium 2007 – czwórka ze sternikiem – 4. miejsce[1].
- Mistrzostwa Europy – Ateny 2008 – ósemka – 6. miejsce[1].
- Mistrzostwa Świata – Poznań 2009 – czwórka podwójna – brak[1][2].